# Bernd Beuscher
Bernd Beuscher (* 20. April 1958 in Duisburg) ist ein deutscher Religionspädagoge.
Nach Promotion und Habilitation an der Universität zu Köln am Lehrstuhl von Dietrich Zilleßen lehrt er seit 2009 mit einem halben Deputat den Schwerpunkt Theorie und Praxis kirchlicher Bildungsprozesse an der  Evangelischen Fachhochschule Rheinland-Westfalen-Lippe in Bochum. Außerdem ist er Inhaber einer Praxis für Berufsorientierung, Persönlichkeitstraining und Lebensberatung in Duisburg.
Sein besonderes Anliegen gilt der theologischen Aufklärung – sowohl im Blick auf die „Gebildeten unter den Verächtern von Religion“ (Friedrich Schleiermacher) als auch im Blick auf die Ungebildeten unter ihren Fans. Dazu pflegt er vielfache Kooperationen mit Künstlern und hat mit „theofy“ eine App für theologische Aufklärung herausgebracht.

## Schriften (Auswahl)
- Positives Paradox. Entwurf einer neostrukturalistischen Religionspädagogik (Dissertation), mit einem Anhang von Bodo Kirchhoff, Wien 1993 (ISBN 3-85165-041-7).
- Artikel „Postmoderne (Praktisch -Theologisch)“, in: Theologische Realenzyklopädie, Band XXVI, Berlin 1997, 89–95.
- Bernd Beuscher, Dietrich Zilleßen: Religion und Profanität. Entwurf einer profanen Religionspädagogik, Weinheim 1998 (ISBN 3-89271-792-3).
- Remedia. Religion – Ethik – Medien (Habilitation), Norderstedt 1999 (ISBN 3-89811-153-9).
- „Sprache/Sprachwissenschaft/Sprachphilosophie (Praktisch-Theologisch)“, in: Theologische Realenzyklopädie, Band XXXI, Berlin 2000, 781–787.
- Bernd Beuscher (Hg.), Balancé. Gespräche über Theologie, die die Welt braucht, Münster 2001 (ISBN 3-8258-5677-1).
- Artikel „Ein bisschen Frieden? Wie Religion gelehrt werden sollte“, in: F.A.Z. Nr. 95 vom 24. April 2002, 8.
- Artikel „Entschieden moderat. Zum Verhältnis von Staat und Kirche“, in: F.A.Z. Nr. 15 vom 19. Januar 2005, 8.
- Rock My Soul. Von der Kraft der Seelsorge, Göttingen 2010 (ISBN 978-3-525-63015-0).
- Langeweile im Religionsunterricht? Zur Sache und unter die Haut, Göttingen 2011 (ISBN 978-3-525-58003-5).
- Set Me Free. Jugendarbeit als Lebens- und Berufsorientierung, Göttingen 2011 (ISBN 978-3-525-58029-5).
- Bernd Beuscher, Dietrich Zilleßen: Religionsunterricht. Ein experimenteller Ansatz, in: B. Grümme u. a. (Hg.), Religionsunterricht neu denken, Stuttgart 2012, 79–90 (ISBN 978-3-17-021403-3).
- „Endlichkeit muss man lernen“. Protestantische Spiritualität und angewandte Wissenschaft am Beispiel Palliative Care, in: ders. u. H. Mogge-Grotjahn (Hg.): Spiritualität interdisziplinär. Entdeckungen im Kontext von Bildung, Sozialer Arbeit und Diakonie, Münster 2014.
- Tacheles glauben. Christliche Klischees auf dem Prüfstand, Neukirchen-Vluyn 2014 (ISBN 978-3-7615-6151-5).
- #Luther. Reformation, Kommunikation, Medien, Bielefeld 2015 (ISBN 978-3-7858-0652-4).
- Artikel „Religion als Moral. Ein Blick in Schulbücher für den bekenntnisorientierten und interreligiösen Religionsunterricht“, in: F.A.Z. Nr. 148 vom 29. Juni 2017, 6.
- Religion+Respekt. Ein Bildungsmagazin aus christlicher Perspektive, Siegen, Duisburg, Hannover 2017 (ISSN 2567-6784).